# Holocompsa azteca
Holocompsa azteca är en kackerlacksart som beskrevs av Henri Saussure 1862. Holocompsa azteca ingår i släktet Holocompsa och familjen Polyphagidae. Inga underarter finns listade i Catalogue of Life.